# Меган Бун
Меган Бун (енгл. Megan Boone; Петоски, 29. април 1983) је америчка телевизијска и филмска глумица.
Бунова је најпознатија по улози Лорен Стентон у серији Ред и закон: Лос Анђелес.